# Manfred Weck
Manfred Weck (Solingen, 20 de novembro de 1937) é um engenheiro mecânico alemão.
Em 8 de setembro de 2017 vai receber o Aachener Ingenieurpreis pelo conjunto de sua obra.

## Obras
- Weck; Werkzeugmaschinen Fertigungssysteme in 5 Bänden, Springer, 1997–2002
  - Band 1: Maschinenarten und Anwendungsbereiche, 1998, ISBN 3-540-63211-5
  - Band 2: Konstruktion und Berechnung, 2002, ISBN 3-540-43351-1
  - Band 3: Mechatronische Systeme, Vorschubantriebe, Prozessdiagnose, 2001, ISBN 3-540-67614-7
  - Band 4: Automatisierung von Maschinen und Anlagen, 2001, ISBN 3-540-67613-9
  - Band 5: Messtechnische Untersuchung und Beurteilung, dynamische Stabilität, 2001, ISBN 3-540-67615-5
- Weck; Werkzeugmaschinen-Atlas, Teil I und II, VDI-Verlag 1992, ISBN 3-18-400995-5

## Ligações externbas
- Eintrag auf Nordrhein-Westfälische Akademie der Wissenschaften und der Künste
- Eintrag auf Werkzeugmaschinenlabor der RWTH-Aachen
- Eintrag auf Geschichte des WZLs der RWTH-Aachen
- Eintrag auf Geschichte des Fraunhofer Institutes für Produktionstechnologie, IPT-Aachen
- Eintrag auf Veröffentlichungen in DNB, Katalog der Deutschen Nationalbibliothek